# ساونا
شهر ساونا (به ایتالیایی: Savona) با جمعیت ۶۱٬۹۱۶ نفر در ناحیه لیگوریا در شمال غربی کشور ایتالیا واقع گردیده‌است. جمعیت ساوونا ۶۰۰۸۷ نفر است. شهر در ۳۵ کیلومتری بزرگراه جنواو ۱۰۰ کیلومتری شهر سانرمو واقع گردیده‌است. این شهر در گذشته یکی از مقرهای اصلی صنعت آهن ایتالیا و دارای کارخانه‌های ریخته‌گری، کشتی سازی، کارگاه‌های راه‌آهن، فروشگاه‌های مهندسی و ریخته‌گری برنجی بوده‌است. کریستوف کلمب یکی از مشهورترین ساکنان شهر ساوونا بوده. این بندر از لحاظ گردشگری و تجارت حایز اهمیت است.
محمد علی شاه، ششمین پادشاه قاجار ایران (۵ آوریل ۱۹۲۵)در این شهر درگذشت.

## اقتصاد

### صنایع دستی
صنایع دستی محلی بر سرامیک سبک کلاسیک معروف به «آنتیکو ساونا» که مزین به تصاویر اساطیری یا روستایی است، و سرامیک معاصر متمرکز است.

### صنعت
صنعت ساونا در قرن گذشته اوج تعالی خود را به دست آورد، با رونق تجارت فولاد و واقعیت‌های مهم صنعتی در بخش‌های مکانیک، شیشه و مواد غذایی این تحول اتفاق افتاد. با این حال، در دهه‌های اخیر، این شهر یک فرایند اساسی از deindustrialisation را تجربه کرده‌است، و پیامدهای مهمی نیز در سطح جمعیتی رخ داده‌است. تا به امروز دوازده شرکت در ساونا وجود داشته، یعنی در شهر مستقر یا در مناطق اطراف آن، که در گروه صدها شرکت برتر استان لیگوریا هستند و اسامی آن‌ها به این شرح است: Bombardier, Infineum, GF Group - Gruppo Orsero, Saint Gobain Vetri, Piaggio Aero, Demont, ExxonMobil, Forship, Noberasco, Continental Brakes, Sefer ed Expertise, Bitron.

### توریسم
به دنبال صنعتی زدایی از ساوونا، این شهر در یک دهه گذشته، بخش گردشگری را با حضور ترمینال کروز، بازگرداندن اسکله قدیمی و تقویت میراث فرهنگی مختلف شهر تقویت کرده و بدان اهمیت ویژه ای داده‌است.

## خواهرخواندگان ساوونا
- Villingen-Schwenningen, آلمان
- Saona, جمهوری دومینیکن
- Bayamo, کوبا
- Mariupol, اوکراین

## برخی از افراد مشهور ساوونا
- پائولو بوسلی (۱۹۳۸–۱۸۳۸)، نخست‌وزیر ایتالیا در جنگ جهانی اول
- جیانی باگت بوززو (متولد ۱۹۲۵)، کشیش و سیاستمدار
- سوزانا بنفیگلیو (متولد ۱۹۷۴)، بسکتبالیست
- کارلو آونزو (متولد ۱۹۶۷)، ماندولینست و آهنگساز کلاسیک
- لوئیس فرناندو قندی (متولد ۱۹۷۶)، فوتبالیست
- کریستوفر کلمبوس (حدود ۱۴۵۰–۱۵۰۶)، کاوشگر
- انریکو کوچی (۱۹۶۵–۱۹۹۶)، فوتبالیست
- رناتو دوسنا (متولد ۱۹۸۷)، فوتبالیست
- جولیا دوتا (متولد ۱۹۹۲)، رقصنده حرفه ای
- فابیو فازیو (متولد ۱۹۶۴)، مجری تلویزیون
- جوزپه فریرو (۱۵۵۴–۱۶۱۰)، اسقف اعظم کاتولیک روم
- لوکا فررو (متولد ۱۹۷۸)، فوتبالیست
- ناندو گززولو (۱۹۲۸–۲۰۱۵)، بازیگر
- بارتولومئو گیدوبونو (۱۶۵۴–۱۷۰۹)، نقاش
- دومنیکو گیدوبونو (۱۷۶۸–۱۶۶۸)، نقاش
- پاپ ژولیوس دوم (آلبیسولا ۱۴۴۳–۱۵۱۳)
- میشل مارکولینی (متولد ۱۹۷۵)، فوتبالیست
- ماریا کریستینا از ناپل و سیسیل (۱۸۷۹–۱۷۷۹)، ملکه ساردینیا، در ساوونا درگذشت
- لئون پانکالدو (۱۴۸۸ یا ۱۴۳۸–۱۵۳۸)، کاوشگر
- کریستین پانوچی (زاده ۱۹۷۳)، فوتبالیست

ساندرو پرتینی (۱۸۹۶–۱۹۹۰) رئیس‌جمهوری ایتالیا
- دانیلا پگی (متولد ۱۹۵۶)، بازیگر زن
- ژیرولامو ریاریو (۱۴۴۳–۱۴۴۳)، ارباب ایمولا و فورلی و یکی از توطئه گران توطئه ۱۴۷۸ پاززی
- پیترو ریاریو (۱۴۴۷–۱۴۴۷)، دیپلمات کاردینال و پاپ

خانواده نجیب دلا ریور که در قرن پانزدهم شکوفا شدند
- رناتا اسکاتو (متولد ۱۹۳۴)، خواننده اپرا
- استفان الشراوی (متولد ۱۹۹۲)، فوتبالیست[۸]